# Armageddon (2003)
Armageddon (2003) foi um evento pay-per-view promovido pela World Wrestling Entertainment, ocorreu no dia 14 de dezembro de 2003 no TD Waterhouse Centre em Orlando, Florida. Esta foi a quarta edição da cronologia do Armageddon.

## Resultados
| #                              | Lutas                                                                                          | Estipulação                                              | Tempo |
| ------------------------------ | ---------------------------------------------------------------------------------------------- | -------------------------------------------------------- | ----- |
| Sunday Night Heat              | Rico (com Miss Jackie) derrotou Heidenreich.                                                   | Singles match                                            | 01:28 |
| 1                              | Booker T derrotou Mark Henry (com Theodore Long).                                              | Singles match                                            | 09:19 |
| 2                              | Randy Orton (com Ric Flair) derrotou Rob Van Dam (c). (Com Mick Foley como árbitro especial)   | Singles match pelo WWE Intercontinental Championship     | 17:59 |
| 3                              | Chris Jericho e Christian derrotaram Trish Stratus e Lita                                      | Intergender Tag Team match                               | 06:37 |
| 4                              | Shawn Michaels derrotou Batista (com Ric Flair).                                               | Singles match                                            | 12:28 |
| 5                              | Evolution (Ric Flair e Batista) eliminaram por último The Dudley Boyz (Bubba Ray e D-Von) (c). | Tag Team Turmoil match pelo World Tag Team Championship1 | 20:48 |
| 6                              | Molly Holly (c) derrotou Ivory.                                                                | Singles match pelo WWE Women's Championship              | 04:23 |
| 7                              | Triple H derrotou Goldberg (c) e Kane.                                                         | Triple Threat match pelo World Heavyweight Championship  | 19:28 |
| (c) - Campeão(s) antes da luta |                                                                                                |                                                          |       |

| Tag Team Turmoil match1 | Tag Team Turmoil match1                     | Tag Team Turmoil match1 | Tag Team Turmoil match1             | Tag Team Turmoil match1 | Tag Team Turmoil match1 |
| Eliminação              | Equipe                                      | Entrada                 | Eliminado por                       | Tempo                   |                         |
| ----------------------- | ------------------------------------------- | ----------------------- | ----------------------------------- | ----------------------- | ----------------------- |
| 1                       | La Résistance (Robért Conway e René Duprée) | 2                       | Hurricane e RO-Z                    | 03:16                   |                         |
| 2                       | Hurricane e RO-Z                            | 1                       | Mark Jindrak e Garrison Cade        | 03:34                   |                         |
| 3                       | Val Venis e Lance Storm                     | 4                       | Jindrak e Cade                      | 07:17                   |                         |
| 4                       | Jindrak e Cade                              | 3                       | The Dudley Boyz (Bubba Ray e D-Von) | 11:29                   |                         |
| 5                       | Test e Scott Steiner                        | 6                       | Dudley Boyz                         | 16:38                   |                         |
| 6                       | Dudley Boyz                                 | 5                       | Evolution (Ric Flair e Batista)     | 20:48                   |                         |
| Vencedores              | Evolution                                   | 7                       |                                     |                         |                         |